# 島村楽器
島村楽器株式会社（しまむらがっき）は、東京都江戸川区に本社を置く日本の総合楽器店・音楽教室。創業は1962年1月、会社設立は1969年3月。

## 概要
創業から1990年代までは、JR総武線沿線の東京都城東地域と千葉県西部に店舗を構えるローカル色の強いイメージの楽器店だったが、郊外型大規模ショッピングセンターの開業ブームに乗って全国多店舗展開に乗り出した。
2015年時点で、日本国内の楽器店売上高で1位、世界では6位となっている。
2025年現在、（青森県・富山県・福井県・島根県・山口県・徳島県・高知県を除く）40都道府県183拠点を展開し、楽器販売・音楽教室運営事業を中心に活動している。数多くのオリジナルブランドの開発・販売を行い、近年は楽器の代理店業も行っている。音楽教室講師陣は全て自社で正社員として採用・育成している。
店舗の新規出店は地域ごとに数か月から数年の周期に分け、年に数店のペースで実施しており、近年はイオンモールやららぽーとの新規開店および大規模改装に合わせて入居するケースが多い。また新規出店と並行して不採算店舗の整理縮小も進めている。
経営理念として、「音楽の楽しさを提供し、音楽を楽しむ人を一人でも多く創る」「企業として進化し、永続するために必要な利益を上げ、社会に必要な仕事を創造しつづける」「仕事を通じて従業員一人ひとりが人間として成長し、楽しく自己実現を図り、公私共に豊かな人生にする」を掲げる。また、商品と共に顧客に対して付加価値を提供することを挙げている。楽器の販売だけではなく、ミュージックサロンや音楽教室、バンドコンテスト（主にHotline、録れコン、アコパラ）の開催など行っている。

## 沿革
- 1962年（昭和37年）1月 - ヤマハ音楽教室開設[6]。
- 1968年（昭和43年）3月 - 平井音楽センター開設。
- 1969年（昭和44年）3月 - 会社設立最初の店舗、本八幡店オープン[7]。
- 1970年（昭和45年）3月20日 - 平井本店オープン[8]。
- 1976年（昭和51年）11月3日 - エレキギターなど軽音楽向け楽器（LM）を扱う1号店 平井駅前店オープン[9]。
- 1982年（昭和57年）11月30日 - ジャスコ東京1号店へ初のSC出店 ジャスコ葛西店オープン[10]。
- 1990年（平成2年）10月16日 - ホットラインミュージック株式会社設立[11]。
- 1991年（平成3年）3月9日 - 名古屋パルコ店オープン(愛知県へ初出店)。ここから全国主要都市の大型ショッピングセンターへ出店開始。
- 1997年（平成9年）9月19日 - ザ・モール仙台長町店開業（宮城県へ初出店）。
- 1999年（平成11年）1月 - ホットラインミュージック株式会社による物流システム構築[12]。
- 2000年（平成12年）11月23日 - アウトレット店 りんくうタウン店オープン[13]。
- 2001年（平成13年）
  - 1月20日 - スタインウェイピアノと正規特約店契約締結[14]。
  - 5月25日 - アティ郡山店オープン（福島県へ初出店）。
- 2003年（平成15年）4月12日 - 音楽技術学校島村楽器テクニカルアカデミー (旧:代官山音楽院)開校[15]。
- 2006年（平成18年） - イオンモール高崎店(群馬県へ初出店)・イオンモール千葉ニュータウン店・ららぽーと柏の葉店・ラゾーナ川崎店・モレラ岐阜店（岐阜県へ初出店）・イオンモール大日店・イオンモール神戸北店オープン。
- 2007年（平成19年） - イオンモール名取エアリ店・浦和パルコ店・ミュージックサロン稲毛海岸店・イオンモール日の出店・ららぽーと横浜店・静岡パルコ店(静岡県へ初出店)「イオンモール浜松市野店・イオンモール大高店・イオンモール草津店(滋賀県へ初出店)・イオンモール橿原アルル店（奈良県へ初出店）・イオンモールミエル都城駅前店オープン。
- 2009年（平成21年） - 札幌クラシック店・イオンモール土浦店・フレンテ南大沢店・ららぽーと磐田店・イオンモール広島祇園店オープン。
- 2010年（平成22年） - パサージオ西新井店・管リペア専門店・アリオ橋本店・イオンモール広島府中ソレイユ店オープン。
- 2011年（平成23年） -  泉パークタウン タピオ店・二子玉川ライズ店・イオンモール甲府昭和店（山梨県へ初出店）・あべのキューズモール店・イオンモール伊丹昆陽店・ららぽーと甲子園店・アミュプラザ博多店オープン。
- 2012年（平成24年） - イオンモール船橋店オープン。
- 2013年（平成25年） - 廣瀬利明が2代目代表取締役社長に就任[16]。けやきウォーク前橋店・イオンモール春日部店・イオンモール幕張新都心店・横浜みなとみらい店・クラシックグランフロント大阪店・梅田ロフト店オープン。
- 2014年（平成26年） 
  - イオンモール名古屋茶屋店・アクアウォーク大垣店・防音ショールーム博多店オープン。フィール旭川店・イオンモール岡山店リニューアルオープン。
  - 3月12日 - くずはモール店オープン。
  - 3月16日 - イオンモール天童店・イオンモール和歌山店オープン。山形県へ初出店、和歌山県へ13年ぶりに再出店し国内38都道府県へ拡大[17]。
- 2015年（平成27年）
  - ららぽーと富士見店・ららぽーと豊洲店・ららぽーとエキスポシティ店・ららぽーと海老名店・名古屋ギター&リペア店・長崎浜町店オープン（長崎県へ初出店）。Wind&リペア店・福岡イムズ店リニューアルオープン。
  - 9月19日 - 初の海外店舗として、イオンモール北京豊台店オープン[18]。
- 2016年（平成28年） - 宇都宮インターパーク店・アリオ柏店・ららぽーと湘南平塚店・イオンモール長久手店・ミュージックサロン鹿児島オープン。ミュージックサロン小岩・イオンモール千葉ニュータウン店・近鉄あべのハルカス店・イオンモール広島府中店リニューアルオープン。
- 2017年（平成29年）
  - 3月 - 大分フォーラス閉店に伴い、大分店がパークプレイス大分2階へ移転し新装開店。
  - 10月19日 - 仙台長町店が「ザ・モール仙台長町新館（Part2）」へ移転し新装開店。
- 2018年（平成30年） - コクーンさいたま新都心店・イオンモール川口前川店・セレオ国分寺店・ららぽーと名古屋みなとアクルス店・THE OUTLETS HIROSHIMA店・マークイズ福岡ももち店オープン。あべのand店リニューアルオープン。
- 2019年（令和元年）
  - 6月27日 - 「浦添パルコシティ店」開店。沖縄県へ初出店し国内39都道府県へ拡大。
  - 10月26日 - 仙台イービーンズ店が仙台ロフト7階へ移転し「仙台ロフト店」として新装開店。
- 2020年（令和2年） - イオンモール堺北花田店、イオンモール沖縄ライカム店、有明ガーデン店、ららぽーと愛知東郷店、浅草橋ギター＆リペア店オープン。COCOSA熊本店、コースカベイサイドストアーズ横須賀店リニューアルオープン。
- 2021年（令和3年） - 京王聖蹟桜ヶ丘店オープン、イオンモール新利府南館店・岩田屋福岡店リニューアルオープン。
- 2022年（令和4年） - イオンモール水戸内原店・イオンモール羽生店・イオンモール土岐店・ららぽーと堺店・イオンモール鹿児島店オープン。イオンタウンユーカリーが丘店・イトーヨーカドー赤羽店・イオンタウン四日市泊店・イオンモール八幡東店リニューアルオープン。
- 2023年（令和5年） - イオンモール豊川店・ららぽーと門真店・管リペアセンターオープン。ロハル津田沼店・イオンモール松本店・アミュプラザ長崎店・ピアノショールーム長崎店リニューアルオープン。
- 2024年（令和6年）
  - 4月25日 - 八王子店が八王子オクトーレへ移転し新装開店[19]。
  - 4月26日 - ダイナシティ小田原店オープン。
  - 9月26日 - 新所沢パルコ閉店に伴い、所沢店がエミテラス所沢3・4階へ移転し新装開店[20]。
- 2025年（令和7年）
  - 4月25日 - イオンモール盛岡南店オープン。岩手県へ初出店し国内40都道府県へ拡大[21][22]。
  - 6月 - 梅田ロフト閉店に伴い、梅田ロフト店がチャスカ茶屋町7階へ移転し「梅田茶屋町店」として新装開店（予定）[23]。

## オリジナルブランド一覧

### ギター、ベース

#### エレキギター、エレキベース、アコースティックギター
- HISTORY（ヒストリー）

##### エレキギター、エレキベース
- RYOGA（リョウガ）
- Laid Back（レイドバック）
- BUSKER'S（バスカーズ）

#### アコースティックギター
- James（ジェームス）
- 音音（オトオト）

### ウクレレ
- COTONE（コトネ）
- Hanalei（ハナレイ）

### 管楽器

#### サックス、トランペット
- Festi（フェスティ）

### 打楽器

#### ドラム
- JUG（ジャグ）

#### カホン、ボンゴ、カホンケース
- 音音（オトオト）

### アンプ

#### アンプ、チューナー
- Louis（ルイス）

### アクセサリー（楽器の付属品、譜面台など）
- E.D.GEAR（イー・ディー・ギア）
- EMUL（エミュール）
- Weltone（ウェルトーン）

#### 管楽器アクセサリー
- JodyJazz（ジョディジャズ）

#### ハーモニカ
- Lee Oskar（リー・オスカー）

## 企業活動
- 協賛・協力を行っているイベント・コンサート・活動
  - 全日本学生音楽コンクール
  - JICA「世界の笑顔のために」プログラム
  - 東京都交響楽団[25]
  - ラ・フォル・ジュルネ・オ・ジャポン 「熱狂の日」音楽祭
  - かわさきジャズ[26]
  - 文部科学省「トビタテ!留学JAPAN」[27]
  - 毎日新聞「全日本学生音楽コンクール」
  - Evergreen Project

## テレビ番組
- 日経スペシャル カンブリア宮殿 総合楽器店売り上げNo.1の舞台裏（2024年4月11日、テレビ東京）- 社長・廣瀬利明出演[28]

## 書籍

### 関連書籍
- 『島村楽器 エンジョイミュージックライフの経営 SCテナントで成功する50年の軌跡』（著者:内呂民世）（2012年6月12日、商業界）ISBN 9784785504267